# Сріблястий колір
Сріблястий колір — металевий відтінок сірого кольору, що має своє походження від подібності з відполірованим шматочком однойменного металу. Візуальне відчуття сріблястого кольору, як правило, пов'язане з металом срібла через його металевий блиск. Такий колір не може бути відтворений за допомогою комбінації простих кольорів, оскільки ефект блискучості обумовлений яскравістю матеріалу, котра виникає залежно від кута положення поверхні до джерела світла. Крім цього, немає ніякого механізму для показу металевого або флуоресцентного кольору на комп'ютері, без застосування спеціального програмного забезпечення, яке імітуватимє дію світла на блискучій поверхні. У мистецтві та геральдиці з цією метою звичайно використовують металеву фарбу, що блищить, як реальне срібло.

## Таблиця
| Колір                 | Зображення |
| --------------------- | ---------- |
| Чорний колір          |            |
| Сірий колір           |            |
| Сріблястий колір      |            |
| Білий колір           |            |
| Золотавий колір       |            |
| Каштановий колір      |            |
| Коричневий колір      |            |
| Бурий колір           |            |
| Шамуа                 |            |
| Оливковий колір       |            |
| Трав'яний колір       |            |
| Аква                  |            |
| Аквамарин             |            |
| Бірюзовий колір       |            |
| Рожевий колір         |            |
| Малиновий колір       |            |
| Пурпуровий колір      |            |
| Бордо колір           |            |
| Вишневий колір        |            |
| Шоколадний колір      |            |
| Колір слонової кістки |            |
| Хакі                  |            |
| Беж                   |            |

## Сріблястий колір у природі
- Ртуть